# Келли, Джон Морис
Джон Морис Келли (ирл. John Maurice Kelly, 31 августа 1931 — 24 января 1991) — ирландский политик, министр иностранных дел Ирландии (1981).

## Биография
В 1954 г. окончил Университетский колледж Дублина, в 1956 г. — аспирантуру Гейдельбергского университета, с 1954 по 1956 год. В 1957 г. получил докторскую степень в области права.

## Академическая карьера
С начала 1960-х гг. преподавал в Тринити-колледже в Оксфорде, затем — профессор конституционного права, римского права и юриспруденции в Университетском колледже Дублина.
В 1973 г. был избран в палату представителей ирландского парламента от партии Фине Гэл, сохранял депутатское место до ухода из политики в 1989 г.
В 1973—1977 гг. — парламентский секретарь по делам премьер-министра (Taoiseach), парламентский секретарь министерства обороны,
в 1977—1981 гг. — генеральный прокурор Ирландии.
В 1981 г. — министр иностранных дел, одновременно — министр промышленности, торговли и туризма,
в 1981—1982 гг. — министр торговли, коммерции и туризма.